# 1909
| 1909                                                 |
| ---------------------------------------------------- |
| Dødsfald - Fødsler                                   |
| • Begivenheder • Film • Litteratur • Politik • Sport |

| Gregoriansk kalender | 1909 MCMIX              |
| Ab urbe condita      | 2662                    |
| Armensk kalender     | 1358 ԹՎ ՌՅԾԸ            |
| Kinesiske kalender   | 4605 – 4606 戊申 – 己酉 |
| Etiopisk kalender    | 1901 – 1902             |
| Jødisk kalender      | 5669 – 5670             |
| Hindukalendere       |                         |
| - Vikram Samvat      | 1964 – 1965             |
| - Shaka Samvat       | 1831 – 1832             |
| - Kali Yuga          | 5010 – 5011             |
| Iransk kalender      | 1287 – 1288             |
| Islamisk kalender    | 1327 – 1328             |

Konge i Danmark: Frederik 8. 1906-1912
Se også 1909 (tal)

## Begivenheder

### Januar
- 1. januar - som det første land i verden indfører England folkepension
- 1. januar - den nye Knippelsbro åbner i København

- 5. januar – Colombia anerkender Panamas selvstændighed
- 16. januar – Ernest Shackletons ekspedition finder den magnetiske sydpol
- 28. januar – USA tilbagetrækker sine tropper på Cuba

### Februar
- 8. februar – Frankrig og Tyskland anerkender Marokkos uafhængighed.
- 24. februar – Den første farvefilm bliver vist i biografen i Brighton, England.
- 26. februar – Tyrkiet godtager Østrig-Ungarns annektering af Bosnien-Hercegovina

### Marts
- 8. marts – Kvindedagen blev fejret for første gang i USA
- 12. marts - ved kommunalvalgene i Danmark kan kvinder for første gang stemme og stille op, efter en lovændring 20. april året før
- 15. marts - Henry Gordon Selfridge åbner sit første varehus i London
- 31. marts – Serbien godtager Østrig-Ungarns annektering af Bosnien-Hercegovina

### April
- 6. april – Robert Peary påstår at han har nået Nordpolen.
- 13. april – Tyrkiet anerkender Bulgariens selvstændighed

### Maj
- 18. maj – Landsudstillingen i Århus åbnes

### Juni
- 10. juni - SOS nødsignalet anvendes for første gang, da Cunard-lineren Slavonia slås til vrag ved Azorerne

### Juli
- 4. juli – Rebildfesten afholdes for første gang. Det sker i Århus.
- 25. juli – Franskmanden Louis Blériot bliver den første som flyver over Den Engelske Kanal

### Oktober
- 3. oktober – Landsudstillingen i Århus lukkes
- 24. oktober - Efter at regeringen er væltet ved et mistillidsvotum, beder kong Frederik 8. Carl Theodor Zahle danne regering – den første radikale regering i Danmark
- 25. oktober – Japans prins Ito myrdes af en koreansk nationalist. Japan indfører japansk diktatur i Korea
- 29. oktober - Industrirådet oprettes

### December
- 3. december - den sydvestjyske kyst bliver ramt af den sidste store stormflod, inden digerne blev taget i brug
- 17. december – Kong Leopold 2. af Belgien dør. Albert 1. bliver ny konge.
- 19. december – Statskup i Venezuela.

## Født

### Januar
- 1. januar – Barry Goldwater, amerikansk politiker (død 1998).
- 3. januar – Victor Borge, dansk-amerikansk komiker (død 2000).
- 9. januar – Anthony Mamo, maltesisk politiker og præsident (død 2008).
- 15. januar – Gene Krupa, amerikansk trommeslager og bandleder (død 1973).
- 17. januar – Karen Jønsson, dansk skuespiller og sanger (død 1942).
- 22. januar – U Thant, burmesisk FN-generalsekretær (død 1974).
- 31. januar – Finn Salomonsen, dansk ornitolog (død 1983).

### Februar
- 1. februar – George Beverly Shea, amerikansk gospel-sanger (død 2013).
- 7. februar – Wilhelm Freddie, dansk maler (død 1995).
- 11. februar – Joseph L. Mankiewicz, amerikansk filminstruktør, manuskriptforfatter og producer (død 1993).
- 15. februar – Miep Gies, hollandsk frihedskæmper (død 2010).
- 21. februar – Hans Erni, schweizisk maler, designer og billedhugger (død 2015).
- 23. februar – Hans Kurt, dansk sanger og skuespiller (død 1968).

### Marts
- 1. marts – Mogens Brandt, dansk skuespiller og madskribent (død 1970).
- 4. marts – William Fridericia, dansk maler og billedhugger (død 1996).
- 20. marts – Bjørn Spiro, dansk skuespiller (død 1999).
- 24. marts – Clyde Barrow, amerikansk gangster, kendt som den ene halvdel af Bonnie og Clyde (død 1934).
- 25. marts – Morten A. Korch, dansk forfatter (død 2012).
- 27. marts – Ben Webster, amerikansk/dansk jazzmusiker (død 1973).
- 28. marts – Gunnar Lemvigh, dansk skuespiller (død 1979).

### April
- 5. april – Albert R. Broccoli, amerikansk forfatter (død 1996).
- 5. april – Jannik Bjerrum, dansk kemiker og professor (død 1992)
- 6. april – Povl Bang-Jensen, dansk diplomat (død 1959).
- 22. april – Rita Levi-Montalcini, italiensk-født neurolog og nobelprismodtager (død 2012).
- 30. april – Juliana, hollandsk dronning (død 2004).

### Maj
- 12. maj – Knud Hallest, dansk skuespiller (død 1991).
- 15. maj – James Mason, engelsk skuespiller (død 1984).
- 18. maj – Fred Perry, engelsk tennisspiller (død 1995).
- 19. maj – Nicholas Winton, britisk politiker (død 2015).
- 20. maj – Matt Busby, skotsk fodboldtræner (død 1994).
- 21. maj – Elna Brodthagen, dansk skuespiller (død 2009).
- 27. maj – Dolores Hope, amerikansk sangerinde (død 2011).
- 30. maj – Benny Goodman, amerikansk jazzmusiker (død 1986).

### Juni
- 14. juni – Burl Ives, amerikansk sanger (død 1995).
- 16. juni – Kate Fleron, dansk redaktør (død 2006).
- 20. juni – Errol Flynn, australsk skuespiller (død 1959).
- 25. juni – Marguerite Viby, dansk skuespillerinde (død 2001).

### Juli
- 1. juli – Ingrid Larsen, dansk skakspiller (død 1990).
- 6. juli – Sergej Gritsevjets, sovjetisk major og pilot (død 1939).
- 10. juli – Knud Sønderby, dansk forfatter (død 1966).
- 18. juli – Andrei Gromyko, sovjetisk politiker (død 1989).

### August
- 10. august – Leo Fender, amerikansk Fender-guitarbygger (død 1991).
- 20. august – Martin A. Hansen, dansk forfatter (død 1955).

### September
- 4. september – Børge Müller, dansk manuskript- og tekstforfatter (død 1963).
- 7. september – Elia Kazan, ungarsk-amerikansk filminstruktør (død 2003).
- 21. september – Kwame Nkrumah, ghanesisk politiker (død 1972).
- 24. september – Ove Hansen, dansk politiker og minister (død 1997).

### Oktober
- 2. oktober – Alex Raymond, amerikansk tegneserieskaber (død 1956).
- 5. oktober – Tove Ólafsson, dansk billedhugger (død 1992).
- 7. oktober – Agnete Bræstrup, dansk læge (død 1992).
- 10. oktober – Robert F. Boyle, amerikansk filminstruktør (død 2010).
- 16. oktober – Palle Lauring, dansk forfatter og historiker (død 1996).
- 20. oktober – Carla Laemmle, amerikansk skuespiller (død 2014).
- 28. oktober – Francis Bacon, irsk maler (død 1992).
- 31. oktober – Erik Sjøberg, kgl. dansk kammersanger og tenor (død 1973).

### November
- 26. november – Eugène Ionesco, rumænsk-fransk dramatiker (død 1994).
- 28. november – Lotta Hitschmanova, canadisk humanist (død 1990).
- 29. november – Kristen Helveg Petersen, dansk politiker (død 1997).

### December
- 1. december – Franz Bardon, tjekkisk okkultist og elev og lærer af Hermetics (død 1958).
- 20. december – Vagn Holmboe, dansk komponist (død 1996).
- 31. december – Poul Müller, dansk skuespiller (død 1979).

## Dødsfald
- 7. januar – Andreas Rosendahl, dansk skakspiller (født 1864).
- 8. januar – Harry Seeley, britisk palæontolog (født 1839).
- 12. januar – Hermann Minkowski, tysk matematiker (født 1864).
- 13. februar – H.E. Hørring, dansk politiker og konseilspræsident (født 1842).
- 17. februar – Geronimo, Apache-leder (født 1829).
- 24. marts – John Millington Synge, irsk dramatiker (født 1871).
- 8. april – V.U. Hammershaimb, skaber af det færøske skriftsprog (født 1819).
- 10. april – Algernon Charles Swinburne, engelsk digter (født 1837).
- 28. april – Frederick Holbrook, guvernør i Vermont (født 1813).
- 7. maj – Joachim Andersen, dansk fløjtenist, komponist og dirigent (født 1847).
- 10. maj – Futabatei Shimei, japansk forfatter og oversætter (født 1864).
- 18. maj – Isaac Albéniz, spansk komponist (født 1860).
- 18. maj – George Meredith, engelsk forfatter og digter (født 1828).
- 24. juni – Sarah Orne Jewett, amerikansk forfatter (født 1849).
- 18. juli – Don Carlos, hertug af Madrid (født 1848).
- 5. august – Miguel Antonio Caro, colombiansk politisk leder (født 1843).
- 14. august – Euclides da Cunha, brasiliansk forfatter (født 1866).
- 27. august – Emil Christian Hansen, dansk fysiolog (født 1842).
- 2. september – Louis Delacenserie, belgisk arkitekt (født 1838).
- 25. september – Thomas Skat Rørdam, dansk provst, biskop og forfatter (født 1832).
- 13. oktober – Janus la Cour, dansk maler (født 1837).
- 14. oktober – Gottfred Matthison-Hansen, dansk orgelmester og komponist (født 1832).
- 26. oktober – Ito Hirobumi, Japans første premierminister (myrdet) (født 1841).
- 9. november – William Powell Frith, engelsk maler (født 1819).
- 18. november – Renée Vivien skotsk-amerikansk digter (født 1877).
- 20. november – P.S. Krøyer, dansk maler (født 1851).
- 4. december – Prinsesse Marie af Orleans, dansk prinsesse (født 1865).
- 15. december – Francisco Tárrega, spansk guitarist og komponist (født 1852).
- 17. december – Leopold 2., belgisk konge (født 1835).
- 26. december – Frederic Remington, maler og billedhugger (født 1864).

## Nobelprisen
- Fysik – Guglielmo Marconi og Carl Ferdinand Braun.
- Kemi – Wilhelm Ostwald
- Medicin – Emil Theodor Kocher
- Litteratur – Selma Lagerlöf
- Fred – Auguste Marie François Beernaert og Paul Henribenjamin Balluet D'estournelles De Constant, Baron De Constant De Rebecque

## Sport
- 14. september – Boldklubben B 1909 stiftes i Odense.
- 4. december – Ishockeyklubben Montreal Canadiens stiftes.

## Musik
- Gustav Mahler: Das Lied von der Erde (symfoni)
- Franz Lehár: Greven af Luxembourg (operette)